# 決勝時刻：Mobile
《決勝時刻：Mobile》（香港和台湾官方译为）是一款由天美工作室群開發、動視發行的免費第一人稱射擊遊戲，遊戲以《決勝時刻》 系列改編。於2019年10月1日在Android及iOS發佈，並於2024年2月3日推出Microsoft Windows模擬器高清版。

## 玩法
本作是一款免费第一人稱射擊遊戲，儘管某些專屬角色和武器皮膚只能用CP點數購買，但無需付費即可玩完整遊戲。每局比賽結束後，系統會根據玩家們在該局遊戲的擊殺數和傷害，派發一定數量的槍械經驗卡（使用滿級武器時），玩家也會獲得一定數量的經驗值。

### 多人模式
多人遊戲模式是基本的第一人稱射擊遊戲，類似於以前在其他平台上的決勝時刻遊戲以及舊地圖，玩家可以選擇在多人模式中進行排位賽或匹配賽。目前該遊戲有32張地圖，由玩家在遊戲開始前自行選擇。
與2022年推出錦標賽模式，玩家需要先報名參加錦標賽之後，報名之後參加之後一定場次的聯賽，并同時根據勝場數量來獲得獎勵，排行榜上的玩家可以能夠獲得稱號，開場展示動作等物品。

### 生存模式
- 經典模式：可選擇第一人稱或第三人稱。每局為100人，玩家在開始時選擇晶片，然後從飛機上跳傘，降落後搜尋物資和裝備。每個晶片有不同的效果，玩家可使用晶片進行速度更快的移動、尋找敵人、更快地補充血量、架設盾牌作防禦之用、釋放獵犬尋找敵人等等。地圖裏亦設有科研機用作升級晶片，黑市裡會有自動販賣機和載具生成器。雪地地區中随機生成滑雪板,具有加速效果，不僅可以在雪地上滑行，也可以在其他地面上滑行，但視不同的地形有不同的速度，速度過慢時無法上坡。在後期的決賽圈，會投放空投(空投裏面會出現高級物資），會投放自定空投(可拾取玩家事先設定的自定義槍械），有機會出現空投坦克。安全區縮小後，玩家們會在更加狹小的區域進行戰鬥，到最後仍然存活的一隊為勝利者。(空中平台每局會在隨機位置出現)
- 一觸即發20v20[10]：此模式分為紅方與藍方，玩家可以無限復活，死亡後復活時身上的物資和裝備不消失，但部分彈藥會掉落。擊殺一名敵隊玩家可獲得一分，最先達到150分的隊伍獲勝或是時間結束分數最高的隊伍獲勝。
- 狙擊模式：此模式與經典模式大致相同，唯一不同的是遊戲內只有狙擊槍，手槍和近戰武器。不計算排位分。
- 惡魔島：此地圖僅容納40人戰鬥(每隊人數固定為4人)，此模式沒有載具，如同一觸即發可復活，但最多只能復活5次(前提是你的隊友一人或以上必須是存活狀態)，時間到最後也會停止復活班機的到來(即使你還剩下復活機會，但到達一定時間後，便無法復活)，復活時，背包狀態將會清空，並給予隨機步槍或衝鋒槍。開場時無法選擇晶片，只能從地上拾取，也可以從地上拾取升級晶片來升級。此模式亦有空投箱，但無坦克。勝利方式如同經典模式。
- 閃電戰：此模式為快速版生存經典模式，跳傘時將降落在已縮小的安全區。勝利方式如同經典模式。計算排位分。
- 坦克戰[11]：此模式與經典模式大致相同，不同的是玩家可以自己收集零件製造坦克，每局最多只可有6輛坦克。

### 亡者之襲
倖存的玩家將面臨一次次的殭屍進攻，團隊間必須保護好傳送門基地才能存活，承襲《決勝時刻：黑色行動4》中經典的PVE玩法，提升遊戲挑戰性並在遊戲中大放異彩。地圖中物件如智能炮塔的材料及任務等都是影響存活的關鍵，若成功擊殺殭屍還可獲得局內金幣，並使用金幣購買武器、技能。充滿恐怖氣氛的殭屍地圖，仿若隨時都會有大量的腐屍怪物出沒，玩家必須在地圖中探索和不斷的擊潰敵，才能成為最後的倖存者。

### 異變圍城(限时返场）
2021年8月，推出的異變圍城融合大逃殺玩法、防禦塔建造及晝夜系統。由四名玩家組成隊伍，在白天收集物資，夜晚建造防禦塔抵抗殭屍，在普通模式三天三夜、困難模式五天五夜之中保護防禦塔不被摧毀，與隊友聯手抵禦兇狠殭屍大軍。玩家必須利用白天收集好一切可利用的物資，包括地圖上的武器槍械、多樣化的防禦塔升級材料，為黑夜來臨前做好防禦準備。玩家可以从异变围城玩法中获得全套武器的以太水晶迷彩奖励。9月份，异变围城在新版本中关闭。2021年10月，改版中殭屍難度再升級，地圖區域也移動至北方冰雪場景，以及新增護送卡車的支線任務。

## 發行
2019年4月8日，競舞娛樂宣佈取得台灣、香港、澳門、泰國、印尼、新加坡、馬來西亞以及菲律賓地區代理權。
2019年9月9日，宣佈近期將於Google Play及App Store上進行雙平台限量刪檔封測，並開放報名，玩家可以至預登活動網頁填寫資料，後續將由官方抽出限量資格。
2019年10月1日，正式開放Google Play及App Store免費下載。
2020年8月6日，中國地區遊戲版號過審。
2020年10月19日，中國地區宣佈邀請周杰倫，作為品牌代言人及代表集結官。
2020年12月25日，中國地區正式開服，開放官網和App Store免費下載。

## 伺服器
| 伺服器             | 特點 | 發行商   | 發行日         |
| ------------------ | --- | -------- | -------------- |
| 國際服             | - 每年均會舉辦世界大賽。 - 擁有低價區，但是依舊還會匹配到其他子伺服器的玩家。 | 動視     | 2019年10月1日  |
| 臺港澳服及東南亞服 | - 臺港澳服與東南亞可相互匹配，其餘與國際服相同。 - 匹配時長相比國際服、中國服較長。 | Garena   | 2019年10月1日  |
| 中國服             | - 周杰倫及歐陽娜娜作為品牌代言人。 - 根據中國相關法律法規配備防沉迷機制。 - 官方聲稱一旦查獲外掛就會永久封禁，並且不接受任何渠道的解封申請，包括心悅會員。 - 中國服的武器，段位戰力系統包含港澳台。 - 游戏内的一些血腥元素被和谐，如命中敌人时飙血的特效被删除，异变狂潮模式中的血肉丧尸被改为机械丧尸。 | 騰訊遊戲 | 2020年12月25日 |

## 評價
| 汇总媒体   | 得分   |
| ---------- | ------ |
| Metacritic | 81/100 |

| 媒体          | 得分   |
| ------------- | ------ |
| 4Players      | 60/100 |
| Destructoid   | 8.5/10 |
| Eurogamer     | 8/10   |
| GameSpot      | 8/10   |
| Gamezebo      | [ 26 ] |
| IGN           | 7.7/10 |
| Jeuxvideo.com | 16/20  |

該遊戲在全球上架首月以共計將近1.48億次的下載量，包攬App Store、Google Play以及綜合榜下載量冠軍，打破任天堂的《瑪利歐賽車 巡迴賽》創下的首週下載紀錄。與競爭對手相比，比起《PUBG Mobile》和《要塞英雄》上市首週的表現更勝一籌。其遊戲首月總收入接近5400萬美元，成為歷史上最大的手機遊戲發布。2020 年 6 月，該遊戲的下載量已超過2.5億次，收入超過3.27億美元。2020年10月，該數字已上升至超過4.8億美元，下載量為2.7億。2020年12月25日正式在中國地區App Store上架，並在推出首週來到中國地區營收排行第4名。同時在全球手機遊戲Google Play及App Store上的累計營收超過 2,500 萬美元，營收榜上排名第9名。

### 獎項
| 年份 | 獎項                 | 類別                     | 結果 | 參考   |
| ---- | -------------------- | ------------------------ | ---- | ------ |
| 2019 | 好萊塢音樂媒體獎     | 歌曲/分數 - 手機影片遊戲 | 提名 | [ 37 ] |
| 2019 | 2019年遊戲大獎       | 最佳手機遊戲             | 獲獎 | [ 38 ] |
| 2020 | 第23屆年度D.I.C.E.獎 | 年度最佳便攜式遊戲       | 提名 | [ 39 ] |
| 2020 | 遊戲開發者選擇獎     | 最佳手機遊戲             | 提名 | [ 40 ] |
| 2020 | SXSW Gaming Awards   | 年度最佳手機遊戲         | 提名 | [ 41 ] |
| 2020 | 第16屆英國學院遊戲獎 | 年度最佳手機遊戲         | 獲獎 | [ 42 ] |
| 2020 | 2020年遊戲大獎       | 最佳手機遊戲             | 提名 | [ 43 ] |

## 外部連結
- 官方网站：全球、臺港澳、中國大陸